# Xã Little Falls, Quận Morrison, Minnesota
Xã Little Falls (tiếng Anh: Little Falls Township) là một xã thuộc quận Morrison, tiểu bang Minnesota, Hoa Kỳ. Năm 2010, dân số của xã này là 1.682 người.